# Dan Gurney
Daniel Sexton Gurney (Port Jefferson, 13 d'abril de 1931 - Newport Beach, 14 de gener de 2018) fou un pilot d'automobilisme estatunidenc, una de les figures més importants a la història de l'automobilisme dels Estats Units.
Encara que nascut a Port Jefferson, Nova York, anà a viure a Califòrnia quan era un adolescent. Fou conductor, fabricant de cotxes i propietari d'equips en competicions automobilístiques des de 1958. És un dels cinc conductors dels Estats Units que han estat capaços de guanyar un Gran Premi de la Fórmula 1, i l'únic que ho ha fet amb un cotxe fabricat per ell mateix.
Aconseguí la fita de donar les seves primeres i úniques victòries a la Fórmula 1 a les escuderies Eagle i Porsche a més de la primera victòria a Brabham.
Fora de la Formula 1, Gurney guanyà les 24 hores de Le Mans del 1967 i, un cop al podi, se li ocorregué sacsejar l'ampolla de xampany i mullar els seus companys, fet que es va posar de moda.
L'any 1971 guanyà amb un Ferrari la primera edició de la famosa cursa Cannonball de Nova York a Los Angeles.

## Palmarès
- Millor classificació en un Campionat del món: 3r a la temporada 1961
- Curses: 86
- Victòries: 4
- Podis: 19 (4 primers, 8 segons, 7 tercers)
- Poles: 3

## Flap Gurney
Dan Gurney ideà i posà en pràctica un dispositiu aerodinàmic que porta el seu nom: el flap Gurney.